# مایکل اویبو
مایکل اویبو (استونیایی: Maicel Uibo؛ زادهٔ ۲۷ دسامبر ۱۹۹۲) ورزشکار دهگانه اهل استونی است.